# Hymeniacidon
Hymeniacidon är ett släkte av svampdjur. Enligt Catalogue of Life ingår Hymeniacidon i familjen Halichondriidae, men enligt Dyntaxa är tillhörigheten istället familjen Halichondridae.

## Dottertaxa tillHymeniacidon, i alfabetisk ordning[1][2]
- Hymeniacidon actites
- Hymeniacidon adreissiformis
- Hymeniacidon agminata
- Hymeniacidon assimilis
- Hymeniacidon atlantica
- Hymeniacidon caerulea
- Hymeniacidon calcifera
- Hymeniacidon calva
- Hymeniacidon centrotyla
- Hymeniacidon chloris
- Hymeniacidon conica
- Hymeniacidon consimilis
- Hymeniacidon corticata
- Hymeniacidon digitata
- Hymeniacidon dubia
- Hymeniacidon dystacta
- Hymeniacidon fallax
- Hymeniacidon fasciculata
- Hymeniacidon fernandezi
- Hymeniacidon flaccida
- Hymeniacidon flavia
- Hymeniacidon fristedti
- Hymeniacidon glabrata
- Hymeniacidon gorbunovi
- Hymeniacidon halichondroides
- Hymeniacidon haurakii
- Hymeniacidon heliophila
- Hymeniacidon iberica
- Hymeniacidon informis
- Hymeniacidon insutus
- Hymeniacidon kerguelensis
- Hymeniacidon kitchingi
- Hymeniacidon longistylus
- Hymeniacidon luxurians
- Hymeniacidon mixta
- Hymeniacidon ovalae
- Hymeniacidon perlevis
- Hymeniacidon petrosioides
- Hymeniacidon plumigera
- Hymeniacidon proteus
- Hymeniacidon racemosa
- Hymeniacidon reptans
- Hymeniacidon rigida
- Hymeniacidon rubiginosa
- Hymeniacidon rugosa
- Hymeniacidon simplex
- Hymeniacidon sinapium
- Hymeniacidon sphaerodigitata
- Hymeniacidon stylifera
- Hymeniacidon torquata
- Hymeniacidon tuscara
- Hymeniacidon ungodon
- Hymeniacidon variospiculata
- Hymeniacidon vernonensis
- Hymeniacidon zosterae